# Astronesthes ijimai
Astronesthes ijimai är en fiskart som beskrevs av Tanaka, 1908. Astronesthes ijimai ingår i släktet Astronesthes och familjen Stomiidae. Inga underarter finns listade.